# Kračúnovce
Kračúnovce (bis 1927 slowakisch auch „Kračonovce“; ungarisch Karácsonmező) ist eine Gemeinde im Nordosten der Slowakei mit 1273 Einwohnern (Stand 31. Dezember 2024), die im Okres Svidník, einem Kreis des Prešovský kraj liegt und zur traditionellen Landschaft Šariš gezählt wird.

## Geographie

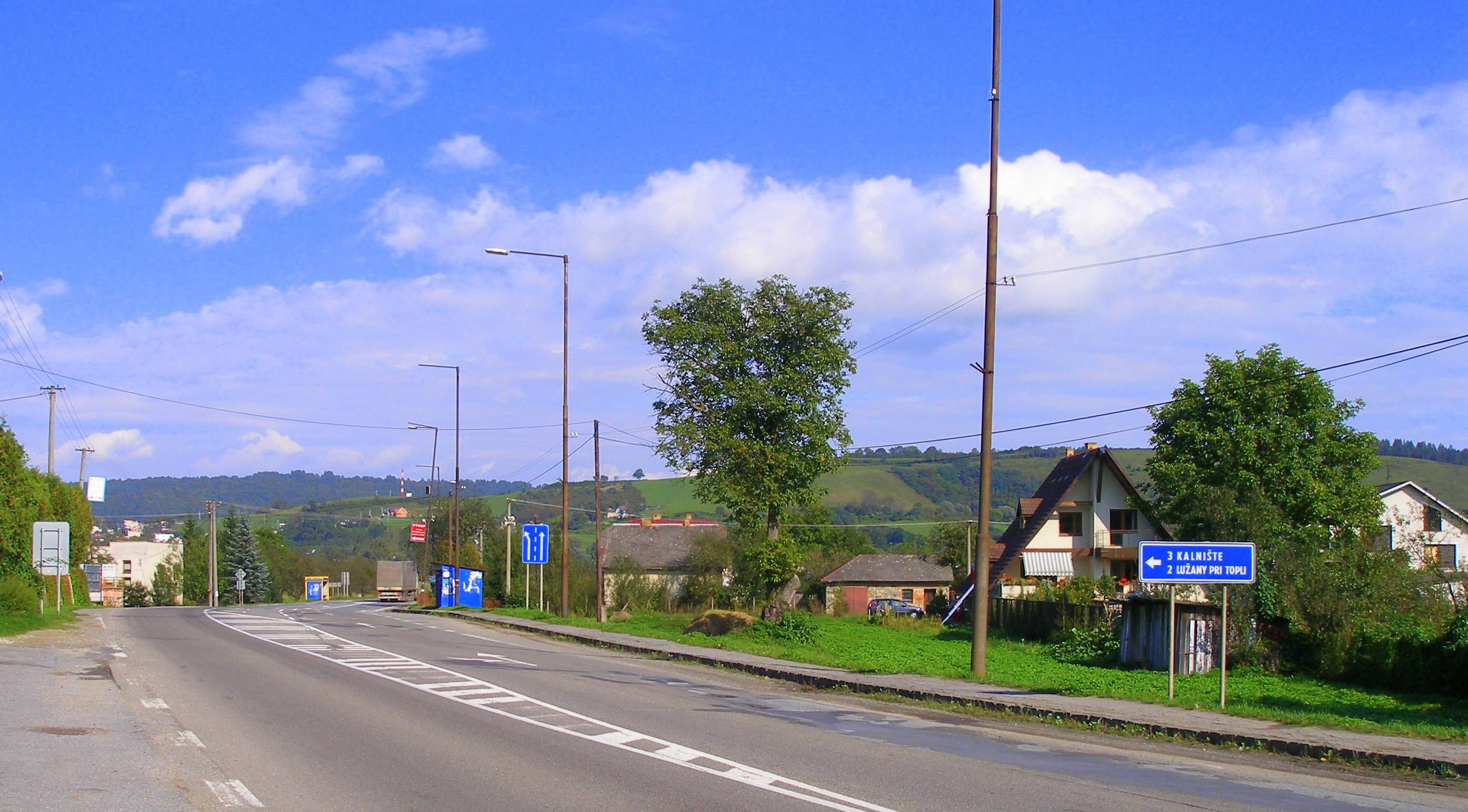
Kračúnovce

Die Gemeinde befindet sich am Südrand der Niederen Beskiden im Tal der Topľa. Das Ortszentrum liegt auf einer Höhe von 198 m n.m. und ist zwei Kilometer von Giraltovce, 26 Kilometer von Prešov sowie 32 Kilometer von Svidník entfernt.

## Geschichte
Kračúnovce wurde zum ersten Mal 1347 schriftlich erwähnt und wurde wohl gegen 1300 von einem Schultheiß gegründet. Das Dorf gehörte zu einem Herrschaftsgut, das seinen Sitz im Nachbarort Chmeľov hatte und lange Jahre vom Geschlecht Semsey regiert wurde. 1427 war eine Steuer von 33 Porta fällig. Allerdings wanderten danach viele Bauern aus oder die Gebäude verfielen, sodass 1588 nur eine Steuer von 5,5 Porta erhoben wurde. 1600 gab es eine Mühle, eine Pfarrei, eine Schule sowie eine Kirche. 1828 sind 63 Häuser und 479 Einwohner verzeichnet.
Bis 1918 gehörte der im Komitat Scharosch liegende Ort zum Königreich Ungarn und kam danach zur Tschechoslowakei bzw. heute Slowakei.

## Bevölkerung
| Jahr                | 1994 | 2004    | 2014    | 2024    |
| ------------------- | ---- | ------- | ------- | ------- |
| Anzahl der Personen | 1024 | 1123    | 1206    | 1273    |
| Unterschied         |      | +9,66 % | +7,39 % | +5,55 % |

| Jahr                | 2023 | 2024    |
| ------------------- | ---- | ------- |
| Anzahl der Personen | 1271 | 1273    |
| Unterschied         |      | +0,15 % |

Ergebnisse nach der Volkszählung 2001 (1073 Einwohner):
| Nach Ethnie: - 99,44 % Slowaken - 0,19 % Russinen - 0,19 % Ukrainer - 0,09 % Magyaren - 0,09 % Tschechen | Nach Konfession: - 79,22 % römisch-katholisch - 15,75 % evangelisch - 4,10 % griechisch-katholisch - 0,19 % konfessionslos - 0,37 % keine Angabe |

## Bauwerke
- römisch-katholische Kirche aus dem 18. Jahrhundert, die Nachfolgerin einer Kirche aus dem 15. Jahrhundert
- Landsitz aus dem 19. Jahrhundert